# Славошовце
Славошовце (слч. Slavošovce) насељено је мјесто са административним статусом сеоске општине (слч. obec) у округу Рожњава, у Кошичком крају, Словачка Република.

## Становништво
| Година:    | 1994. | 2004.   | 2014.   | 2024.   |
| ---------- | ----- | ------- | ------- | ------- |
| Број људи: | 1841  | 1837    | 1931    | 1804    |
| Разлика:   |       | -0,21 % | +5,11 % | -6,57 % |

| Година:    | 2023. | 2024.   |
| ---------- | ----- | ------- |
| Број људи: | 1811  | 1804    |
| Разлика:   |       | -0,38 % |

Према подацима о броју становника из 2011. године насеље је имало 1.959 становника.